# 夜警日誌
『夜警日誌』(やけいにっし、原題:야경꾼 일지、英題:Diary of a Night Watchman)は、2014年に文化放送(MBC)で放送された韓国のテレビドラマである。

## 概要
『夜警日誌』は、架空の朝鮮時代を舞台に、鬼神を退治する夜警隊の活躍を描いた時代劇である。主人公・先王の嫡流王子イ・リンをチョン・イルが、王子イ・リンとお互い惹かれ合い白頭山に住むマゴ族の娘トハをコ・ソンヒが、朝鮮最高の剣術の腕をもち王直属の武官であるカン・ムソクを東方神起のユンホが、朝廷の実力者パク・スジョンの娘パク・スリョンをソ・イェジがそれぞれ演じている。ストーリーのメインを担うヒロインを、新鋭の女優2人(コ・ソンヒ、ソ・イェジ)が演じている。

## あらすじ
時は朝鮮時代。人間界の支配を目論む龍神族のサダムが野望実現のために動き出した。平和な朝鮮の首都・漢陽は突然、闇に包まれ、おびただしい数の隕石が宮殿に落下。結界の破れた宮殿に悪霊たちが侵入し、恵宗王の息子イ・リン王子に襲いかかる。リンは夜警団のサンホンによって救出されるも、謎の病でみるみる衰弱していく。リンの命を救うため、恵宗王は、マゴ族だけが咲かせることができるという千年花を求めて白頭山に向かうが…。

## 登場人物
イ・リン
演 - チョン・イル、吹替 - 佐藤拓也
先王の嫡流王子。王位継承第一位でありながら、故あって宮廷を追われてします。トハと出会い、お互い惹かれ合うようになる。
トハ
演 - コ・ソンヒ、吹替 - 壹岐紹未
白頭山に住むマゴ族の娘。幼い頃に姉ヨンハが龍神族にさらわれてしまい、行方を探している。
パク・スリョン
演 - ソ・イェジ、吹替 - 藤田曜子
朝廷の実力者パク・スジョンの娘。幼い頃からリンを一途に思い続けており、トハとの仲を引き裂こうとする。
カン・ムソク
演 - ユンホ、吹替 - 高橋英則
王直属の武官。パク・スジョンの甥で、リンの幼なじみ。文武両道のエリート。
チョ・サンホン
演 - ユン・テヨン、吹替 - 三上哲
先王に仕えた元”夜警隊”隊長で、鍛冶屋を営んでいる。
キサン君
演 - キム・フンス
イ・リンの異母兄、現在の王。
サダム
演 - キム・ソンオ、吹替 - あべそういち
龍神イムギを崇拝する白頭山龍神族の継承者。
恵宗 (ヘジョン)
演 - チェ・ウォニョン
イ・リンの父、先王。サダムにより狂気に追いやられる。
パク・スジョン
演 - イ・ジェヨン
朝廷の実権者。先王の頃より実力者の地位を維持し、現在最高位の領議政となっている。

## スタッフ
- 脚本：ユ・ドンユン、バン・ジヨン、キム・ソニ
- 演出：イ・ジュファン、ユン・ジフン

## 放送日程
韓国
| 放送回数 | 放送日     | サブタイトル(原題)                            | サブタイトル(日本版) |
| -------- | ---------- | --------------------------------------------- | -------------------- |
| 第1話    | 2014/8/4   | 마마, 도망치십시오!                           | 災いの流星           |
| 第2話    | 2014/8/5   | 전하에게 귀기가 서렸다!                       | 取り引きの代償       |
| 第3話    | 2014/8/11  | 이러고 있을 시간이 없다!                      | 旅のはじまり         |
| 第4話    | 2014/8/12  | 죽은듯이, 비명조차 삼키며 그리 살거라         | 運命の出会い         |
| 第5話    | 2014/8/18  | 소격서 제조대감이시다                         | 眠れる才能           |
| 第6話    | 2014/8/19  | 대군은 지금 생사의 기로에 서 계시단 말이다    | 謎の陰謀             |
| 第7話    | 2014/8/25  | 남들이 찾기 전에 반드시 네가 먼저 찾아야 한다 | 隠された秘蔵庫       |
| 第8話    | 2014/8/26  | 야경꾼이라고 들어보셨습니까?                  | 深まる絆             |
| 第9話    | 2014/9/2   | 검 뒤에 숨으려는 한량, 그리 보입니다.         | 怨鬼たちの叫び       |
| 第10話   | 2014/9/2   | 이유를 알고 싶소!                             | 父の真実             |
| 第11話   | 2014/9/8   | 마마신이 납시었사옵니다                       | 各々の宿命           |
| 第12話   | 2014/9/9   | 내가 누군지 알고 이러는 게요!                 | 眠れる龍             |
| 第13話   | 2014/9/15  | 오라버니…저예요 인화                          | 闘いの決意           |
| 第14話   | 2014/9/16  | 이자가 곧 너를 해할 자다!                     | 王妃の手紙           |
| 第15話   | 2014/9/22  | 왕실을 위해선 못할 것이 없습니다              | 操られた記憶         |
| 第16話   | 2014/9/23  | 성심을 다해 대군을 보필하겠습니다             | 千年花の光           |
| 第17話   | 2014/9/29  | 사담을 제거해야 합니다                        | サダムの秘術         |
| 第18話   | 2014/9/30  | 수련낭자를 내 후궁으로 삼겠소                 | 2人のトハ            |
| 第19話   | 2014/10/6  | 내 너를 죽여 이 모든 악연을 끝낼 것이다       | 裏腹の想い           |
| 第20話   | 2014/10/7  | 영상대감께서 군사를 움직이셨습니다!           | 欲望の化身           |
| 第21話   | 2014/10/13 | 하루 안에 부호군을 데려와야 합니다            | 命懸けの救出         |
| 第22話   | 2014/10/14 | 어보를 넘겨주겠소이다                         | 御宝の在りか         |
| 第23話   | 2014/10/20 | 지켜드리지 못해 죄송합니다                    | 神弓と神笛           |
| 第24話   | 2014/10/21 | 도하를 부탁하네                               | 新しい王             |

日本
日本では、テレビ東京の「韓流プレミア」枠で2015年7月29日より放送されたほか、BS-TBSや2019年5月2日よりBS日テレの「韓国時代劇」枠で放送された。

## 派生商品
「夜警日誌」DVD&Blu-ray SET1 - SET3
2015年7月から本番組のDVD&Blu-ray SETが発売され、レンタル版もレンタルが開始となる。
メイキング・オブ 夜警日誌 DVD Part.1 - Part.2 (2015年6月3日・9月2日)
夜警日誌 ナビゲートDVD (2015年1月28日)